# ミヤマハコベ
ミヤマハコベ（深山繁縷、学名：Stellaria sessiliflora）は、ナデシコ科ハコベ属の多年草。

## 特徴
茎の高さは10-35cmになり、叢生して分枝し、はじめ斜上するが、のちに下部は地面を這うように広がる。茎は円柱形で緑色をし、片側または両側に毛が生える。葉は対生し、葉身は卵形から心形で、長さ1-4cm、幅0.7-2.5cmになり、先端は鋭頭から鈍頭または鋭尖頭で、基部はやや心形、長さ1.5cmになる葉柄があり、基部と葉柄に長い軟毛が生える。葉の表面は無毛、裏面の葉脈上に微毛がある。
花期は5-7月。花の径は1-1.5cm、1個が上部の葉腋につき、無柄または細く長い有毛の花柄の先につく。萼片は5個、長楕円状披針形になり長さは4-6mm、先端が鋭形になり、背面に長さ1mmになる長い白い軟毛が生えるため、蕾の状態で長い毛がよく目立つ。花弁は白色で5個、萼片より長く、深く2裂するので一見10弁花に見える。雄蕊は10個あり、葯は黄白色になる。子房の上にふつう3個の花柱がある。果実は卵形から球形の蒴果となり、長さは5mmで6裂する。種子は赤褐色になり、径1-1.5mmの腎円形で、表面は先端が丸い小突起物に覆われる。しばしば、夏から秋にかけて閉鎖花をつけることがある。

## 分布と生育環境
日本では、北海道（西南部）、本州、四国、九州に分布し、山地の半日陰の水辺、谷沿いなどの湿り気のある場所に生育する。国外では済州島に分布する。
和名にミヤマ（深山）とつくが、特に深山に多いわけではなく、低山でも割と普通に見られる。平地や山野、道ばたなどに普通に見られるコハコベ S. media と比べると花が大きい。

## 名前の由来
種小名（種形容語）sessiliflora は、「無柄花の」の意味。

## ギャラリー
- 花弁が深く2裂するので10弁花に見える。
- 萼片の背面に長い毛が生える。茎や花柄にも毛がある。
- 茎は斜上し、下部は地面を這って広がる。